# A Mão e a Luva
A Mão e a Luva é o segundo romance escrito por Machado de Assis, publicado em 1874, sua primeira experiência como folhetinista de jornal, seguindo o exemplo de seus amigos Manuel Antônio de Almeida e José de Alencar. Publicado em 20 folhetins, com o subtítulo "Um perfil de mulher", nos rodapés de O Globo, jornal dirigido por Quintino Bocaiúva, entre 26 de setembro e 3 de novembro (não diariamente).
Conquanto se trate de uma "história de amor" — de uma mulher de personalidade forte, Guiomar, assediada por três pretendentes a marido — enquadrada na fase "romântica" do autor, em vez dos recursos clássicos do romantismo — enredos rocambolescos, plenos de coincidências, reviravoltas, surpresas, suspenses — Machado, como já ocorrera no romance de estreia, Ressurreição, prefere um texto contido, minimalista em termos de trama, de análise psicológica, mas com uma elegância estilística que continuaria aperfeiçoando até atingir seus píncaros na chamada "fase realista". A história transcorre em Botafogo, então um simples arrabalde (o que hoje chamaríamos de subúrbio) repleto de aprazíveis chácaras.

## Enredo
O enredo conta a história de Guiomar, uma moça que no início da história (quando Estêvão se apaixona pela primeira vez por ela) está com 17 anos, afilhada de uma baronesa, "criaturinha galante e delicada, assaz inteligente e viva, um pouco travessa" e que deseja ascender socialmente. Ela é disputada por três homens: Jorge, Estêvão e Luís Alves. Estêvão "logo a amou, como se ama pela primeira vez na vida - amor um pouco estouvado e cego, mas sincero e puro", porém é um caráter fraco, vacilante, indeciso, nascido mais para derrotas do que para vitórias. Jorge, sobrinho e preferido da baronesa, "vivendo do pecúlio que dos pais herdara e das esperanças que tinha na afeição da baronesa", tem um amor "pueril e lascivo", como descreve o próprio Machado de Assis. Luís Alves começa a admirar Guiomar apenas depois, com o passar do tempo. Porém, é um meio-termo entre os dois primeiros, pois ele é um homem resoluto e ambicioso. Jorge, com o apoio da baronesa e de sua governanta inglesa, Mrs. Oswald, pede a mão de Guiomar. No dia seguinte, Luís Alves faz o mesmo. Então, a baronesa pede a Guiomar que se decida entre os dois pretendentes ("escolhe com plena liberdade aquele que te falar ao coração"). Guiomar diz que escolhe Jorge, porém a baronesa sabe que a afilhada quer casar-se com Luís Alves. Depois, Guiomar e Luís Alves casam-se e o trecho final do livro justifica seu título: 

— Mas que me dá você em paga? Um lugar na Câmara? Uma pasta de ministro? 
— O lustre do meu nome, respondeu ele.
Guiomar, que estava de pé defronte dele, com as mãos presas nas suas, deixou-se cair lentamente sobre os joelhos do marido, e as duas ambições trocaram o ósculo fraternal. Ajustavam-se ambas, como se aquela luva tivesse sido feita para aquela mão...

## Recepção pela crítica
A Semana Ilustrada considerou o romance uma "pérola da literatura pátria". Já Ernesto Augusto de Sousa e Silva Rio, em O Mequetrefe, embora elogie o estilo da obra ("português limpo", "linguagem elegante", "diálogo animado"), critica a simplicidade excessiva da ação. O Cônego Joaquim Caetano Fernandes Pinheiro, na Revista Brasílico-Literária de O Novo Mundo, editado em Nova Iorque, também elogia o estilo, mas critica a "substância": "Fracos são os caracteres, a urdidura despida de interesse comovente, a ação fria e o desfecho intuitivo desde o primeiro ato". O romance, portanto, passou despercebido, só sendo reeditado 33 anos depois. Quem sabe essas críticas negativas tenham motivado a guinada de Machado em seu romance seguinte, Helena, com sua trama bem mais folhetinesca?

## Trechos da obra
Guiomar passou da poltrona à janela, que abriu toda, para contemplar a noite — o luar que batia nas águas, o céu sereno e eterno. Eterno, sim, eterno, leitora minha, que é a mais desconsoladora lição que nos poderia dar Deus, no meio das nossas agitações, lutas, ânsias, paixões insaciáveis, dores de um dia, gozos de um instante, que se acabam e passam conosco, debaixo daquela azul eternidade, impassível e muda como a morte.
Amores não se encomendam como vestidos; sobretudo não se fingem, ou não se devem fingir nunca.
Há criaturas que chegam aos cinquenta anos sem nunca passar dos quinze, tão símplices, tão cegas, tão verdes as compõe a natureza; para essas o crepúsculo é o prolongamento da aurora. Outras não; amadurecem na sazão das flores; vêm ao mundo com a ruga da reflexão no espírito, — embora, sem prejuízo do sentimento, que nelas vive e influi, mas não domina. Nestas o coração nasce enfreado; trota largo, vai a passo ou galopa, como coração que é, mas não dispara nunca, não se perde nem perde o cavaleiro.
Guiomar refletiu ainda muito e muito, e não refletiu só, devaneou também, soltando o pano todo a essa veleira escuna da imaginação, em que todos navegamos alguma vez na vida, quando nos cansa a terra firme e dura, e chama-nos o mar vasto e sem praias. A imaginação dela porém não era doentia, nem romântica, nem piegas, nem lhe dava para ir colher flores em regiões selváticas ou adormecer à beira de lagos azuis. Nada disso era nem fazia; e por mais longe que velejasse levaria entranhadas na alma as lembranças da terra.